# Gustav Wyneken
Gustav Wyneken   (Stade, 19 de març de 1875 - Göttingen, 8 de desembre de 1964) Gustav Adolph Wyneken  fou un filòsof, escriptor i pedagog alemany impulsor de la renovació educativa i de les "comunitats educatives lliures".

## Biografia
Nasqué en una família cristiana luterana. Del 1894 al 1897 va estudiar teologia i filologia a Berlín, així com a les universitats de Halle, Greifswald i Göttingen. El 1898 es va doctorar amb una tesi sobre la crítica de Hegel a Kant.
Considerat com un dels pedagogs més originals i creatius, però també controvertit, de la pedagogia idealista alemanya plantejà l'experiència de les "comunitats escolars lliures", com a medi educatiu per a la capacitació de la consciència individual per a la participació en la consciència total de la humanitat. Així, l'escola trencant amb les convencions i els models heretats, ha d'introduir el jovent al servei de l'esperit. L'escola és el lloc on conflueixen l'esperit i la jove humanitat.
Dotat d'una sòlida formació filosòfica fou, al mateix temps, un home d'acció tant el terreny educatiu com en la vida social i política.
El seu treball al costat de Hermann Lietz al Landderziehungsheim li despertà un gran interès per la pedagogia i l'educació. Fins al punt de que Lietz li va encomanar la direcció d'aquella escola nova a ple aire. Però per diferències ideològiques i personals decidí emprendre una proposta escolar pròpia i trencadora el 1906. Així naixia la "Comunitat escolar lliure" de Vickersdorf als boscos de la Turingia.
A la seva escola Wyneken, creà un ambient familiar a la manera de la vida senzilla de les granges dels voltants. El matí es dedicava a l'estudi i a l'aprenentatge de coneixements i a les tardes els nois i noies s'ocupaven i treballaven en tasques agrícoles i en altres treballs manuals. Tot presidit per l'esperit comunitari i amb certs nivells d'autogestió. Creant-se un clima de llibertat i companyonia, que també s'estenia a les relacions entre professors i alumnes. Uns i altres tenien els mateixos drets, en estar units pels mateixos objectius. Però els seus plantejaments trencadors amb la moral i el model de societat li comportaren greus problemes que l'obligaren a abandonar Vickersdorf, el 1910, i confiar la seva comunitat escolar a M. Luscrke.
Wyneken escrivia el 1914 que, enfront de la greu crisi social i vital coetània, fora ridícul creure encara que era necessari una lleu reforma escolar. El que calia era una nova cultura de la joventut o, de fet, una cultura de la joventut, ja que aquesta mai havia existit entre nosaltres.
Amb Revolució de 1918 pogué retornar a Vickersdorf. Rehabilitat va ser nomenat conseller del Ministeri d'Educació de Prússia i fou l'inspirador de la legislació de 1918 sobre comunitats escolars i agrupacions d'alumnes a les escoles públiques tot seguint les seves idees sobre l'autonomia escolar. El 1919, va ser acusat d'abusar sexualment de dos estudiants i va haver de dimitir el 1920. Els fets, que va admetre Wyneken però no pas com abús, li comportà una condemna judicial i l'apartaren de la docència. Per Wyneken era un fet normal i legítim en el marc d'una educació que afirmava l'existència física de l'ésser humà i s'inspirava en l'"Eros pedagògic".
Durant l'època de la dictadura del nazisme, Wyneken va intentar, sense èxit, trobar una nova feina al camp educatiu. En el seu llibre Weltanschauung (Visió del món), publicat el 1940 defensà obertament les posicions racistes. També va fer declaracions antisemites.
Després de la Segona Guerra Mundial, Wyneken va quedar professionalment i social marginat. El 1944 va escriure la seva "Crítica a la infància", un llibre en què tot fent balanç de la seva vida volia justificar les acusacions d'abús viscudes. El text va romandre inèdit fins al 2015. Va morir a Göttingen el 8 de desembre de 1964.

## Pensament pedagògic

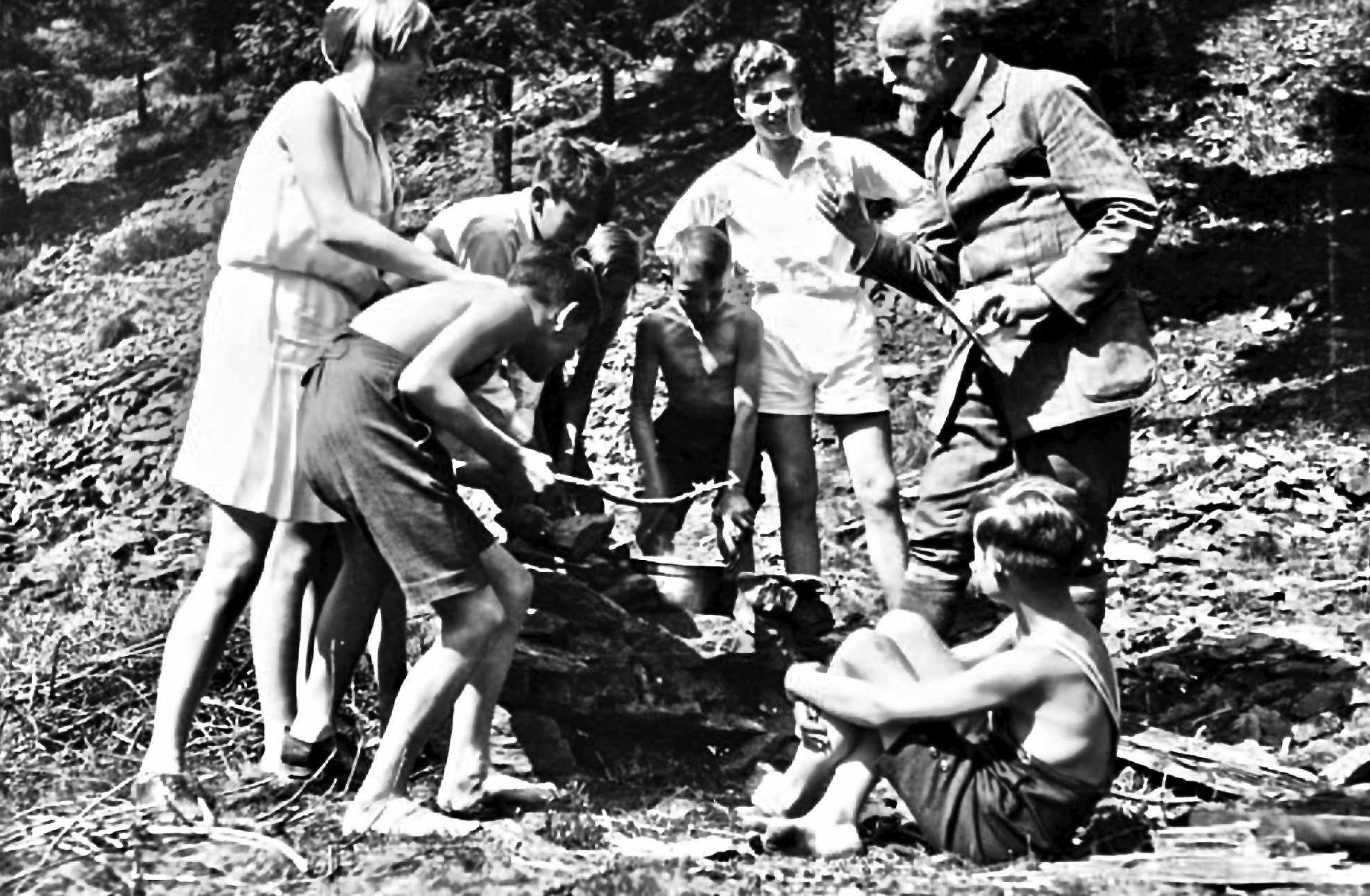
Gustav Wyneken amb estudiants de la comunitat escolar de Wickersdorf

La pedagogia de Wyneken compren, entre d'altres, quatre aspectes nuclears als quals hi dedicà les seves publicacions més destacades:
L'idealisme que fonamenta la seva pedagogia seguint les petjades de Hegel, Fichte, Schiller i Schelling que aproparen l'idealisme a la pedagogia.
L'«eros pedagògic» o estima que l'educador ha de tenir envers els seus alumnes, d'on s'extraurien d'entre altres notes el sentit de l'amistat, el clima de confiança, la llibertat, la independència i l'autogestió, etc., que han d'impregnar l'àmbit educatiu i han de ser l'eix de la relació entre educadors i educands.
El concepte de Jugendkultur, o cultura juvenil, amb què Wyneken volia patrocinar una diferenciació específica del jove en referència a l'adult i que, com a conseqüència, tota la seva formació havia de fonamentar-se en aquest fet diferencial.
El sentit comunitari en què s'ha d'incardinar tot el procés educatiu i que, en conseqüència, seria el factor coadjuvant per assolir la cultura juvenil i els valors que la conformen. Com ara la moral, el patriotisme, l'acompliment del deure o el treball. El sentit comunitari ha de presidir tota acció educativa, ja que fora de la comunitat no hi ha educació possible.

## Escola i cultura juvenil
Schule und Jugendkultur (Escola i cultura juvenil), un llibre publicat per Wyneken el 1914, és considerada l'obra essencial del pedagog alemany. És una bona mostra del seu paper de dinamitzador i catalitzador de l'ampli moviment dels Vanderwögel (els ocells migrants) que impel·lia a molts joves alemanys a cercar un nou món i una diferent manera de viure. Provant de realitzar una revolució pacífica a través de l'educació en el lleure, del tot oposada de l'autoritarisme i la rigidesa que vivien a l'educació formal o a la família. Tot enllaçant amb l'herència del romanticisme alemany que, des de Goethe, admirava la determinació i les potencialitats juvenils. En el marc de la progressiva extensió de l'escola secundària i la consegüent expulsió dels joves del mercat laboral.
Wyneken hi veu a la vida humana tres etapes. La primera és la a infància, la segona és l'edat escolar i d'humanització. La tercera correspon a la joventut en la qual l'individu passa de ser objecte a ser subjecte d'aquest procés d'humanització i d'ampliació espiritual. És per això que esdevé necessària una nova generació, perquè hi ha alguna cosa nova que ha de ser apresa i adquirida socialment.
El gruix de la monografia s'adreça a reclamar una nova concepció pedagògica que posi en un lloc central el paper actiu de la joventut en el procés del seu propi aprenentatge. Denunciant l'existència d'una educació bàsicament sustentada en una escola ofegadora d'aquesta possibilitat. Enfront d'aquesta vella escola, proposa la "cultura juvenil" (jugendkultur), que suposa un reconeixement de la capacitat creativa i no merament imitativa dels adolescents i joves. De la qual són un bon exemple els Wandervögel, un moviment que ha assumit la cultura dels joves, però que es troba completament indiferent respecte a l'escola o està en interna oposició amb ella. Per això la jugendkultur ha de tenir en paral·lel una "nova escola" que tingui a la joventut al centre del seu sistema de valors.

## Publicacions

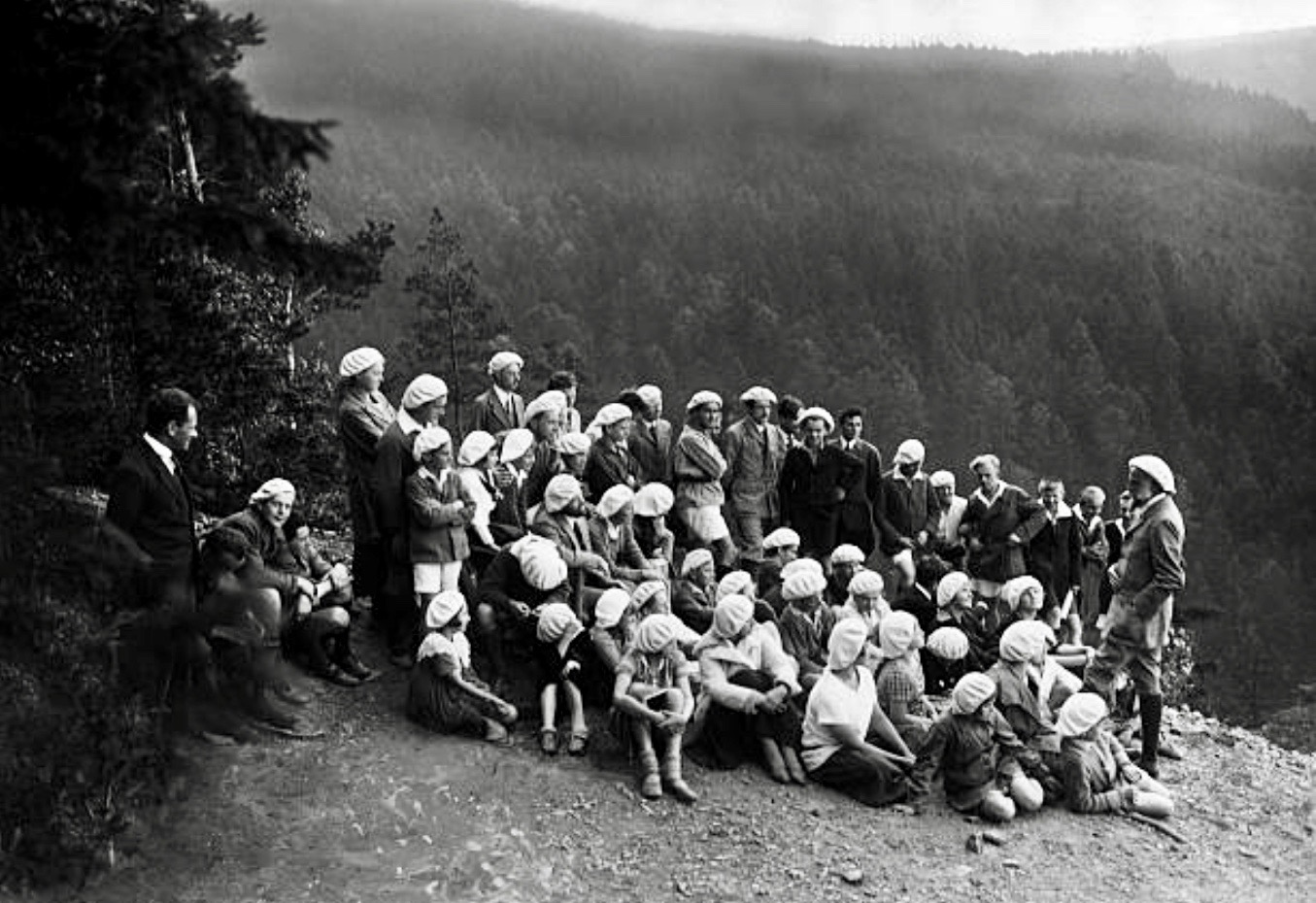
Gustav Wyneken amb companys i alumnes als boscos de Turíngia, el 1931.

- Gustav Wyneken amb companys i alumnes als boscos de Turíngia, el 1931.Schule und Jugendkultur. Jena 1913.(Escola i cultura juvenil)
- Die neue Jugend. Ihr Kampf um Freiheit und Wahrheit in Schule und Elternhaus, in Religion und Erotik. München 1914.(La nova joventut. La seva lluita per la llibertat i la veritat a l'escola i a casa, en la religió i l'erotisme).
- Der Kampf für die Jugend. Gesammelte Aufsätze. Jena 1920.(La lluita per la joventut. Assajos recollits)
- Der europäische Geist. Gesammelte Aufsätze über Religion und Kunst. 1921 (L'esperit europeu. Recull d'assajos sobre religió i art)
- Eros. Lauenburg 1921.
- Wickersdorf. Lauenburg (Elbe) 1922.
- (Ed..): Des Laotse Tao Te King. Hannover: Deutsch von F. Fiedler. 1922.
- Weltanschauung. Reinhardt, München 1940.(Visió del món)
- Musikalische Weltanschauung. Múnic: Erasmus Verlag, 1948.(Cosmovisió musical)
- Abschied vom Christentum – Religion, Christentum, Bibel, Anfänge und anderes. Múnic: 1963. (Adéu al cristianisme: religió, cristianisme, Bíblia, inicis i altres)
- Freie Schulgemeinde Wickersdorf. Kleine Schriften (Pädagogische Reform in Quellen, Jena:. von Ulrich Herrmann. 2006, (Comunitat escolar gratuïta de Wickersdorf. Petits escrits)
- Gustav Wyneken. Chronik einer großen Freundschaft. Erich Ebermayer, Quellen und Beiträge zur Geschichte der Jugendbewegung. Verlag Dipa, 1969. (Gustav Wyneken. Crònica d'una gran amistat). Erich Ebermayer, fonts i aportacions a la història del moviment juvenil.
- Kritik der Kindheit. Eine Apologie des „pädagogischen Eros“ (Quellen und Dokumente zur Geschichte der Erziehung). (Crítica a la infància. Una apologia de l'"Eros pedagògic" (fonts i documents sobre la història de l'educació). Editat i anotat per Petra Moser i Martin Jürgens i amb un pròleg de Jürgen Oelkers. Bad Heilbrunn: 2015,